# Fritz Lang
Fritz Lang (właśc. Friedrich Christian Anton Lang; ur. 5 grudnia 1890 w Wiedniu, zm. 2 sierpnia 1976 w Beverly Hills) – niemiecki reżyser, scenarzysta i producent filmowy pochodzenia austriacko-żydowskiego. Czołowy twórca niemieckiego ekspresjonizmu w filmie okresu międzywojennego.

## Życiorys
Studiował architekturę w wiedeńskiej Wyższej Szkole Technicznej, a następnie malarstwo na Akademii Sztuk Graficznych w Wiedniu i w Państwowej Szkole Sztuki Stosowanej w Monachium.
Był oficerem rezerwy piechoty cesarskiej i królewskiej Armii. Na stopień podporucznika został mianowany ze starszeństwem z 1 stycznia 1913, a na stopień porucznika ze starszeństwem z 1 września 1915. Jego oddziałem macierzystym był Pułk Piechoty Nr 81, który w czasie pokoju stacjonował w Igławie. W czasie I wojny światowej walczył na froncie włoskim. Został czterokrotnie ranny i siedmiokrotnie odznaczony.
Po wojnie zajmował się pisaniem scenariuszy i udzielał się jako aktor kabaretowy do momentu, kiedy w 1920 odkrył go Erich Pommer i zaprosił do współpracy w Niemczech.
Lang uważany jest za klasyka niemieckiego filmu niemego. Do historii kina przeszedł przede wszystkim dzięki Metropolis z 1926. W 1932 na ekrany wszedł Testament dr. Mabuse na podstawie wspólnego scenariusza Langa oraz jego żony Thei von Harbou. W niedługim czasie film został wycofany z rozpowszechniania przez nazistów, ponieważ odczytano go jako krytykę państwa totalitarnego. Pomimo tego Joseph Goebbels złożył Langowi propozycję pracy w kinematografii Trzeciej Rzeszy z pominięciem faktu, że (zgodnie z terminologią nazistowską) reżyser był pół-Żydem. Z propozycji nie skorzystał i wkrótce opuścił Niemcy, wyjeżdżając przez Francję do Hollywood. W USA w 1934 r. założył wytwórnię filmową i zaczął kręcić filmy.
W Ameryce mieszkał i pracował do 1956, kiedy to zdecydował się na powrót do Niemiec (RFN). Jego powojenna twórczość to głównie westerny, filmy gangsterskie i kryminalne. W powojennych dziełach starał się powrócić do świetności niemieckiego ekspresjonizmu lat dwudziestych.
Przewodniczył jury konkursu głównego na 17. MFF w Cannes (1964).
Poza reżyserią i pisaniem scenariuszy zdarzały mu się także występy aktorskie, m.in. w filmie Pogarda (1963) Jeana-Luca Godarda, w którym zagrał samego siebie.

## Filmografia
- 1919: Pająki, cz. 1: Złote jezioro (Die Spinnen, 1. Teil: Der Goldene See)
- 1919: Metys (Halbblut)
- 1919: Pan miłości (Der Herr der Liebe)
- 1919: Dżuma we Florencji (Die Pest in Florenz)
- 1919: Harakiri
- 1920: Wędrujący obraz (Das Wandernde Bild)
- 1920: Pająki, cz. 2: Brylantowy statek (Die Spinnen, 2. Teil: Das Brillantenschiff)
- 1921: Walczące serca (Vier um die Frau)
- 1921: Zmęczona śmierć (Der müde Tod)
- 1922: Doktor Mabuse (Dr. Mabuse, der Spieler – Ein Bild der Zeit)
- 1924: Nibelungi: Śmierć Zygfryda (Die Nibelungen: Siegfried)
- 1924: Nibelungi: Zemsta Krymhildy (Die Nibelungen: Kriemhilds Rache)
- 1927: Metropolis
- 1928: Szpiedzy (Spione)
- 1929: Kobieta na Księżycu (Die Frau im Mond)
- 1931: M – Morderca (M)
- 1933: Testament doktora Mabuse (Das Testament des Dr. Mabuse)
- 1934: Człowiek jest grzeszny (Liliom)
- 1936: Jestem niewinny (Fury)
- 1937: Tylko raz żyjemy (You Only Live Once)
- 1938: Ten, którego ukochałam (You and Me)
- 1940: Powrót Franka Jamesa (The Return of Frank James)
- 1941: Napad na Western Union (Western Union)
- 1941: Potwierdź albo zaprzecz (Confirm or Deny)
- 1941: Polowanie na człowieka (Man Hunt)
- 1942: Nocny przypływ (Moontide)
- 1943: Kaci także umierają (Hangmen Also Die)
- 1944: Ministerstwo strachu (Ministry of Fear)
- 1944: Kobieta w oknie (The Woman in the Window)
- 1945: Szkarłatna ulica (Scarlet Street)
- 1946: W tajnej misji (Cloak and Dagger)
- 1948: U progu tajemnicy (Secret Beyond the Door)
- 1950: Dom nad rzeką (House by the River)
- 1950: Amerykańska partyzantka na Filipinach (American Guerrilla in the Philippines)
- 1952: Ranczo złoczyńców (Rancho Notorious)
- 1952: Na krawędzi (Clash by Night)
- 1953: Bannion (The Big Heat)
- 1953: Błękitna gardenia (The Blue Gardenia)
- 1954: Bestia ludzka (Human Desire)
- 1955: Księżycowa flotylla (Moonfleet)
- 1956: Gdy miasto śpi (While the City Sleeps)
- 1956: Ponad wszelką wątpliwość (Beyond a Reasonable Doubt)
- 1959: Tygrys z Esznapuru (Die Tiger von Eschnapur)
- 1959: Indyjski grobowiec (Das Indische Grabmal)
- 1960: Tysiąc oczu doktora Mabuse (Die Tausend Augen des Dr. Mabuse)
- 1960: Journey to the Lost City

## Ordery i odznaczenia

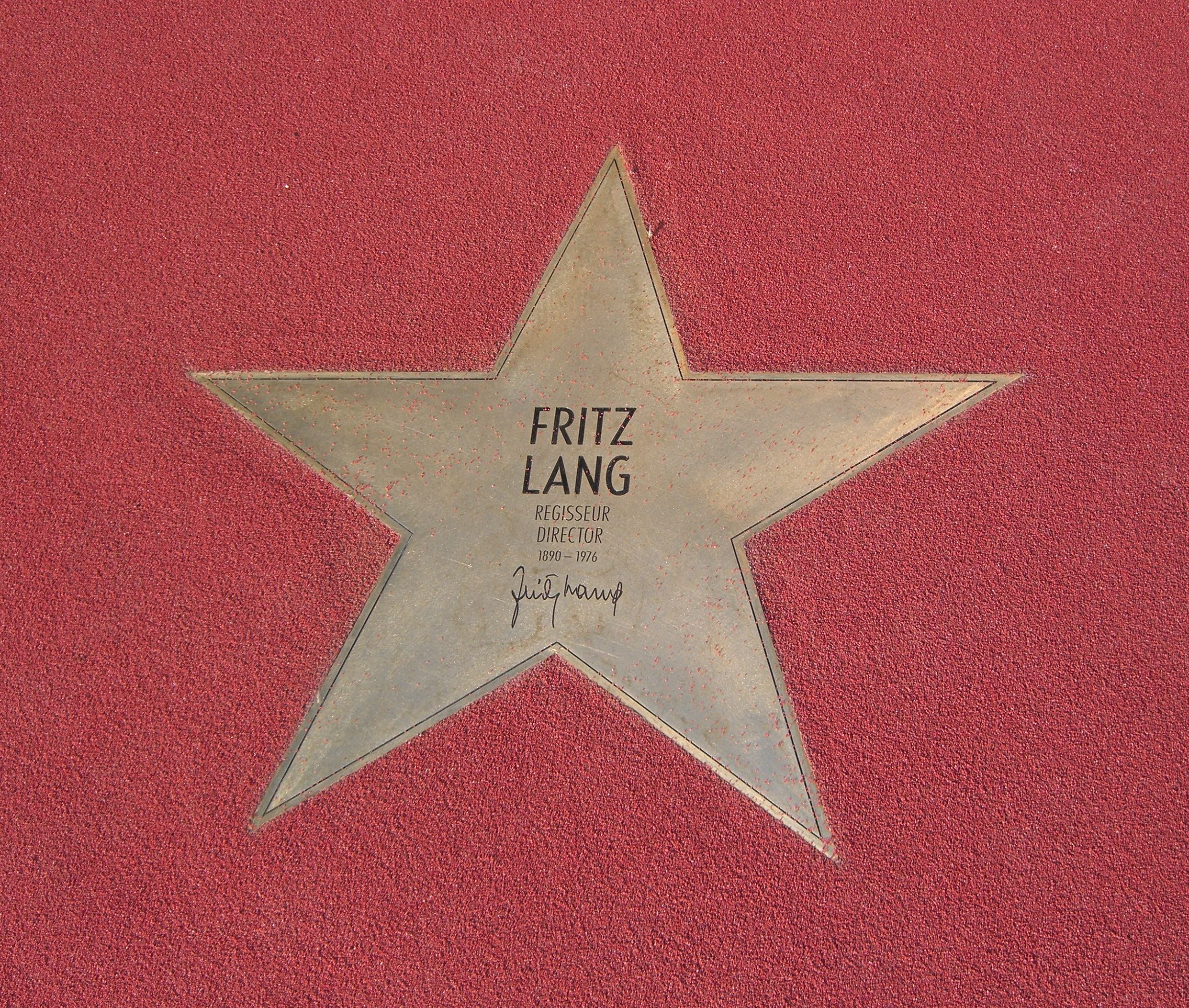
Gwiazda Fritza Langa na berlińskim „bulwarze gwiazd”.

W czasie służby w c. i k. Armii otrzymał:
- Signum Laudis Srebrny Medal Zasługi Wojskowej na wstążce Krzyża Zasługi Wojskowej,
- Signum Laudis Brązowy Medal Zasługi Wojskowej z mieczami na wstążce Krzyża Zasługi Wojskowej,
- Krzyż Wojskowy Karola[3].